# Alfred Hermann Fried
Pour les articles homonymes, voir Fried.
Alfred Hermann Fried (né le 11 novembre 1864 - mort le 5 mai 1921 à Vienne) était un journaliste autrichien, qui milita en faveur de la paix, dans les années qui précédèrent la Première Guerre mondiale.
Ancien libraire et journaliste, il fonde la revue « Die Friedens-Warte », qui milite en faveur des théories pacifistes - « Grundlagen des Revolutionären Pazifismus »(1908). Fried travaille avec Bertha von Suttner dans le Mouvement de la Paix en Allemagne et en Autriche. Il a fondé l'Union de la Presse pour la Paix à Vienne en avril 1909. Il s'exile en Suisse pendant la Première Guerre mondiale. Il reçoit conjointement avec Tobias Asser le prix Nobel de la paix en 1911 pour son engagement pour le pacifisme.
Fried est également un partisan de l'espéranto. Il est l'auteur d'un manuel d'espéranto accompagné d'un dictionnaire et d'un dictionnaire Espéranto-Allemand et Allemand-Espéranto parus en 1903 et réédités en 1905.

## Biographie
Alfred Fried est né à Vienne et suit sa scolarité jusqu'à l'âge de 15 ans. À partir de 1883, il travaille à Berlin comme libraire et commence par la suite à publier. Il devient pacifiste en 1881 après avoir vu une exposition de photos de guerre. Dix ans plus tard, il s'investit activement pour la propagande pacifiste.
À partir de 1892, il publie conjointement avec Bertha von Suttner le magazine pacifiste Die Waffen nieder!, du nom du roman de Bertha von Suttner. Dans cette publication ainsi que dans la Friedens-Warte à partir de 1899, il formule ses idées pacifistes. Après qu'il fonde avec d'autres la Deutsche Friedensgesellschaft en 1892, il se fixe pour but de fonder une organisation internationale pour la paix. À partir de 1894, il participe régulièrement aux congrès de paix internationaux et aux conférences interparlementaires à Bruxelles, Budapest, Kristiania et Vienne. Il prépare des rapports pour la presse de langue allemande et les diffuse.
De 1896 à 1900 il rédige la Monatliche Friedenskorrespondenz qui sert de magazine pour la Deutsche Friedensgesellschaft et devient rédacteur de Die Waffen nieder! en 1899. La même année, il rassemble le comité pour la conférence de paix de Berlin et en 1902, il est présent lors de l'inauguration du musée de la paix et de la guerre de Lucerne. À partir de 1903, il devient membre de l'Institut international de la paix. À partir du 9 février 1908, il intègre la loge maçonnique Socrate à Vienne. Avec Otfried Nippold, il fonde le Verband für internationale Verständigung en 1911 avec l'aide du professeur Otfried Nippold. visant à développer le mouvement pacifiste en intégrant davantage de membres. Le mouvement se révèle vite un mouvement élitiste, ce que Fried regrette.
Pendant la Première Guerre mondiale, Fried cherche refuge en Suisse où il milite pour la constitution de la Société des Nations. Il se prononce de manière très critique contre le Traité de Versailles et la Société des Nations qui en est née. Fried meurt en 1921 à l'âge de 56 ans à Vienne.

## Théorie pacifiste
Comme il le développera dans son Handbuch der Friedensbewegung, sa conception pacifiste est influencée par des auteurs tels que Jean de Bloch et se détache de celle de Bertha von Suttner fondée sur l'éthique et la morale. Il développe alors ce que Fried appelle un « pacifisme scientifique ». Pour lui, les forces sociales et économiques influencent la sphère politique, on reconnaît là l'influence de Marx. L'interdépendance économique doit mener à une interdépendance sociale qui elle-même mène à une communauté politique et juridique internationale, garante du pacifisme.

## Œuvres
- Handbuch der Friedensbewegung, 1905
- Die Grundlagen des revolutionären Pacifismus, 1908
- Das internationale Leben der Gegenwart, 1908
- Handbuch der Friedensbewegung, 2 Bde., 1911-1913
- Kurze Aufklärungen über Wesen und Ziel des Pacifismus, 1914
- Der Weltprotest gegen den Versailler Frieden, 1919